# Sasinkovo
Sasinkovo (do roku 1948 Šág) je obec na Slovensku, v okrese Hlohovec v Trnavském kraji. Obec patří do tradičního regionu Dolní Pováží.
V obci jsou dvě evidované slovenské kulturní památky, a sice zámek a kostel sv. Kateřiny. První písemná zmínka o obci je z roku 1256. K 31. prosinci 2011 žilo v obci 877 obyvatel.